# Jan Światłowski

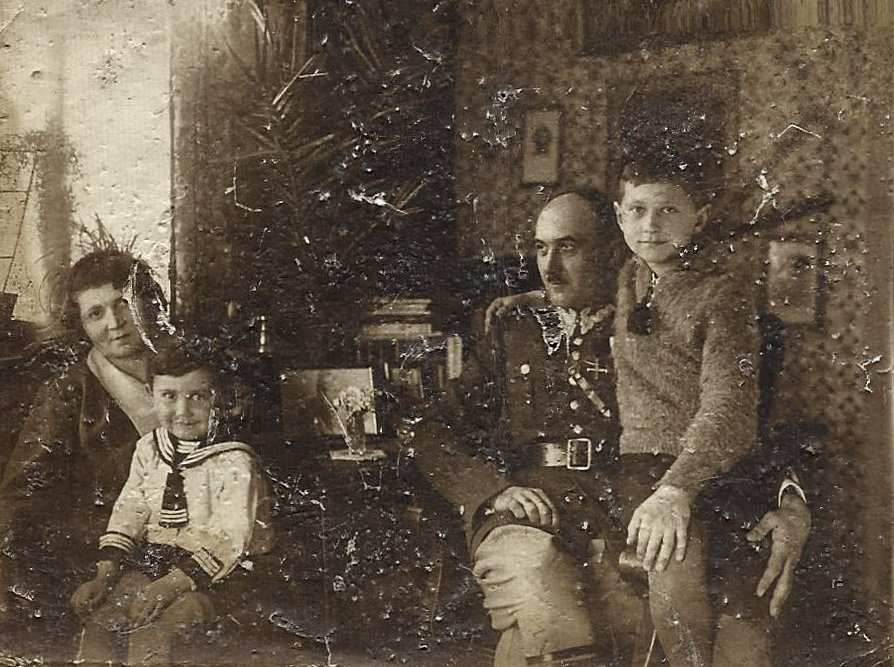
Jan Światłowski z żoną i synami, ok. 1934.

Jan Światłowski, ps. „Młot” (ur. 2 grudnia 1896 w Jastrzębiej, zm. wiosną 1940 w USRR) – major piechoty Wojska Polskiego, działacz niepodległościowy, ofiara zbrodni katyńskiej.

## Życiorys
Urodził się 2 grudnia 1896 we wsi Jastrzębia, w ówczesnym powiecie kutnowskim guberni warszawskiej, w rodzinie Wojciecha i Franciszki z Grabowskich. Był młodszym bratem Bronisława, ps. „Orzeł” (ur. 1894), z którym działał w Polskiej Organizacji Wojskowej.
3 maja 1922 został zweryfikowany w stopniu porucznika ze starszeństwem od 1 czerwca 1919 i 1663. lokatą w korpusie oficerów piechoty. Później został przeniesiony do 62 Pułku Piechoty w Bydgoszczy i przydzielony do Szkoły Podchorążych Piechoty w Warszawie, w której był oficerem kompanii, oficerem 4. kompanii kursu doszkolenia (1923), instruktorem wyszkolenia strzeleckiego 1. kompanii, oficerem wychowawczym 1. kompanii (1925–1927) i ponownie oficerem kompanii (1927/28). W 1928 znów służył w 62 pp. 19 marca 1928 prezydent RP nadał mu stopień kapitana z dniem 1 stycznia 1928 i 45. lokatą w korpusie oficerów piechoty. Później został przeniesiony do Korpusu Ochrony Pogranicza, w którym pełnił służbę m.in. na stanowisku dowódcy kompanii granicznej „Skała”. 4 lutego 1934 prezydent RP nadał mu z dniem 1 stycznia 1934 stopień majora w korpusie oficerów piechoty i 44. lokatą. W kwietniu tego roku został przeniesiony z KOP do 58 Pułku Piechoty w Poznaniu na stanowisko dowódcy batalionu. W marcu 1939 pełnił służbę w Szkole Podchorążych Piechoty w Komorowie na stanowisku dowódcy I batalionu.
W czasie kampanii wrześniowej walczył jako dowódca I batalionu 114 Pułku Piechoty. Według wcześniejszych źródeł miał polec 26 września 1939 w Aleksandrowie, lecz później okazało się, że został uwięziony we Lwowie, a wiosną zamordowany na terytorium ówczesnej Ukraińskiej Socjalistycznej Republiki Radzieckiej.
Pośmiertnie został mianowany podpułkownikiem.
Był żonaty ze Stanisławą z Milińskich (1984–1988), z którą miał dwóch synów: Ryszarda Andrzeja (1924–1943), ofiarę KL Buchenwald i Wojciecha Jana (1930–1997), geodetę i kartografa. Wojciech Jan Światłowski był żonaty z Jadwigą Krystyną (1931–2024), córką Eugenii i Konstantego Ważyńskiego, pułkownika dyplomowanego artylerii.

## Ordery i odznaczenia
- Krzyż Niepodległości – 20 lipca 1932 „za pracę w dziele odzyskania niepodległości”[19][10][1]
- Krzyż Walecznych[20][10]
- Złoty Krzyż Zasługi[10]
- Medal Pamiątkowy za Wojnę 1918–1921[21]
- Medal Dziesięciolecia Odzyskanej Niepodległości[22]